# Märyäm Şabanova
Märyäm Şabanova (azerbajdzjanska: Məryəm Şabanova), född 2 juni 1985 i Baku, är en azerbajdzjansk sångerska.
2010 deltog hon i Azerbajdzjans uttagning till Eurovision Song Contest. Där gick hon vidare från den första omgången, och ställdes i finalen mot gruppen Milk & Kisses och Safura Alizadeh. Märyäm fick dock inte representera sitt land sedan Safura slutligen stod som segrare med låten Drip Drop.